# World Car of the Year
De World Car of the Year (WCOTY) is een verkiezing waar door 48 autojournalisten uit 22 landen de beste nieuwe auto wordt gekozen. De eerste World Car of the Year verkiezing werd gehouden in 2005 en is niet verbonden met de reeds bestaande continentale en landelijke verkiezingen zoals de Europees auto van het jaar. Deelnemende modellen dienen minimaal in vijf landen te worden verkocht, minimaal verspreid over twee continenten. Ook dienen de auto's voor 1 januari van het desbetreffende jaar op de markt te zijn verschenen. In 2006 zijn drie categorieën toegevoegd; "World Performance Car of the Year", "World Green Car of the Year" en "World Design Car of the Year".

## Uitslagen
| World Car of the Year | | | |                                                               |                                                                       |
| 2005 | 2006 | 2007 | 2008 | 2009                                                          | 2010                                                                  |
| - Audi A6 (winnaar) - Volvo S40 - Porsche 911 - BMW 1-serie - Corvette - Chrysler 300C - Ford Focus - Land Rover Discovery (III) - Mercedes-Benz A-Klasse - Mercedes-Benz SLK | - BMW 3-Serie (winnaar) - Mazda MX-5 - Porsche Cayman S - BMW 1-serie - Honda Civic - Range Rover Sport - Lexus IS - Mercedes-Benz M-Klasse - Mercedes-Benz S-Klasse - Suzuki Swift - Volkswagen Passat | - Lexus LS 460 (winnaar) - Mini - Audi TT - Audi Q7 - BMW Z4 Coupe / Roadster - Citroën C4 Picasso - Citroën C6 - Fiat Grande Punto - Fiat Sedici / Suzuki SX4 - Jaguar XK - Mercedes CL              | - Mazda 2 (winnaar) - Ford Mondeo - Mercedes-Benz C-Klasse - Audi A5 / S5 - Audi R8 - Cadillac CTS - Ford S-Max - Nissan Qashqai - Nissan Skyline - Volvo C30                                                                                           | - Volkswagen Golf (winnaar) - Ford Fiesta - Toyota iQ         | - Volkswagen Polo (winnaar) - Toyota Prius - Mercedes-Benz E-Klasse   |
| World Performance Car | | | |                                                               |                                                                       |
| | 2006 | 2007 | 2008 | 2009                                                          | 2010                                                                  |
| | - Porsche Cayman S (winnaar) - Audi RS4 - BMW M5 - Aston Martin V8 Vantage - BMW 130i MSport - BMW M6 - Bugatti Veyron - Chrysler 300C SRT-8                                                            | - Audi RS4 (winnaar) - BMW 335i - Porsche 911 Turbo - Audi S6 - Z4 M Coupe/Roadster - Ferrari 599 GTB Fiorano - Jaguar XKR - Mazda 3 MPS / Mazdaspeed3 - Porsche 911 GT3 - Renault Clio Renault Sport | - Audi R8 (winnaar) - Audi S5 Coupé - BMW M3 - Mercedes-Benz CL 63 AMG - Mercedes-Benz S 63 AMG - Aston Martin V8 Vantage Roadster - Honda Civic Type R - Maserati GranTurismo - Mercedes-Benz CLK 63 AMG Black Serie - Renault Clio F1 Team R27        | - Nissan GT-R (winnaar) - Corvette ZR1 - Porsche 911          | - Audi R8 V10 (winnaar) - Porsche 911 GT3 - Ferrari California        |
| World Green Car | | | |                                                               |                                                                       |
| | 2006 | 2007 | 2008 | 2009                                                          | 2010                                                                  |
| | - Honda Civic Hybride (winnaar) - Citroën C1 1.4 Hdi Diesel - Lexus RX 400h - BMW 325Ci | - Mercedes-Benz E320 Bluetec (winnaar) - BMW waterstof 7-serie - Volkswagen Polo BlueMotion | - BMW 118d with EfficientDynamics (winnaar) - Smart Fortwo cdi - Volkswagen Passat 1.9 TDI BlueMotion - Chevrolet Equinox - Chevrolet Malibu hybride - Chevrolet Tahoe - Lexus LS 600h - Nissan Altima - Saturn Aura Green Line - Saturn Vue Green Line | - Honda FCX Clarity (winnaar) - Toyota iQ - Mitsubishi i MiEV | - Volkswagen Polo Bluemotion (winnaar) - Toyota Prius - Honda Insight |
| World Car Design of the Year | | | |                                                               |                                                                       |
| | 2006 | 2007 | 2008 | 2009                                                          | 2010                                                                  |
| | - Citroën C4 (winnaar) - BMW 3-serie - Honda Civic - Aston Martin V8 Vantage - BMW 1-serie | - Audi TT (winnaar) - Citroën C4 (Picasso) - Fiat Grande Punto - BMW Z4 Coupe / Roadster | - Audi R8 (winnaar) - Mazda 2 - Volvo C30 | - Fiat 500 (winnaar) - Jaguar XF - Citroën C5                 | - Chevrolet Camaro (winnaar) - Citroën C3 Picasso - Kia Soul          |